# Margaret Achibi
Margaret Achibi (10 de mayo de 1976) es una deportista nigeriana que compitió en taekwondo. Ganó una medalla de oro en el Campeonato Africano de Taekwondo de 2003 en la categoría de –67 kg.

## Palmarés internacional
| Campeonato Africano | Campeonato Africano | Campeonato Africano | Campeonato Africano |
| Año                 | Lugar               | Medalla             | Categoría           |
| ------------------- | ------------------- | ------------------- | ------------------- |
| 2003                | Abuya (Nigeria)     | Medalla de oro      | –67 kg              |